# Arsen Beglaryan
Arsen Beglaryan (in armeno Արսեն Բեգլարյանը?; Krasnodar, 18 febbraio 1993) è un calciatore armeno, portiere dell'Alaškert e della nazionale armena.

## Carriera

### Club
Cresciuto calcisticamente nel Kuban' e nel Krasnodar, squadre della sua città natia, inizia la sua carriera tra i professionisti nel suo paese d'origine, firmando per il Ganjasar, rimanendovi fino al 2014. Negli anni successivi, gioca in diverse squadre della massima serie armena, come Ulisses, Mika Erevan e Alaškert. Con questi ultimi, vince due campionati nazionali e una supercoppa.
Tra il 2018 e il 2019, gioca nei massimi campionati di Lettonia e Bielorussia, vestendo le maglie di Liepāja e Dnjapro Mahilëŭ.
Nel febbraio del 2020 torna in Armenia, firmando per l'Urartu. In tre stagioni e mezza vince un campionato (il terzo in carriera) e una coppa nazionale.

### Nazionale
Nato in Russia da genitori armeni, tra il 2012 e il 2014 viene convocato per la selezione armena under-21.
Nel 2014, viene convocato per la prima volta in nazionale maggiore dall'allora CT dell'Armenia Bernard Challandes, senza tuttavia esordire.
L'esordio in nazionale maggiore armena, si concretizza nel marzo del 2016, in un'amichevole contro la Bielorussia, sostituendo Ṙoman Berezovski nei minuti finali del match terminato 0-0.

## Statistiche

### Cronologia delle presenze e reti in nazionale
| Cronologia completa delle presenze e delle reti in nazionale ― Armenia | Cronologia completa delle presenze e delle reti in nazionale ― Armenia | Cronologia completa delle presenze e delle reti in nazionale ― Armenia | Cronologia completa delle presenze e delle reti in nazionale ― Armenia | Cronologia completa delle presenze e delle reti in nazionale ― Armenia | Cronologia completa delle presenze e delle reti in nazionale ― Armenia | Cronologia completa delle presenze e delle reti in nazionale ― Armenia | Cronologia completa delle presenze e delle reti in nazionale ― Armenia |
| Data                                                                   | Città                                                                  | In casa                                                                | Risultato                                                              | Ospiti                                                                 | Competizione                                                           | Reti                                                                   | Note                                                                   |
| ---------------------------------------------------------------------- | ---------------------------------------------------------------------- | ---------------------------------------------------------------------- | ---------------------------------------------------------------------- | ---------------------------------------------------------------------- | ---------------------------------------------------------------------- | ---------------------------------------------------------------------- | ---------------------------------------------------------------------- |
| 25-3-2016                                                              | Erevan                                                                 | Armenia                                                                | 0 – 0                                                                  | Bielorussia                                                            | Amichevole                                                             | -                                                                      | 83’                                                                    |
| 29-5-2016                                                              | Carson                                                                 | Armenia                                                                | 7 – 1                                                                  | Guatemala                                                              | Amichevole                                                             | -1                                                                     |                                                                        |
| 2-6-2016                                                               | Carson                                                                 | El Salvador                                                            | 0 – 4                                                                  | Armenia                                                                | Amichevole                                                             | -                                                                      |                                                                        |
| 31-8-2016                                                              | Mladá Boleslav                                                         | Rep. Ceca                                                              | 3 – 0                                                                  | Armenia                                                                | Amichevole                                                             | -3                                                                     |                                                                        |
| 4-9-2016                                                               | Erevan                                                                 | Danimarca                                                              | 1 – 0                                                                  | Armenia                                                                | Qual. Mondiali 2018                                                    | -1                                                                     |                                                                        |
| 8-10-2016                                                              | Erevan                                                                 | Armenia                                                                | 0 – 5                                                                  | Romania                                                                | Qual. Mondiali 2018                                                    | -5                                                                     |                                                                        |
| 11-10-2016                                                             | Varsavia                                                               | Polonia                                                                | 2 – 1                                                                  | Armenia                                                                | Qual. Mondiali 2018                                                    | -2                                                                     | 74’                                                                    |
| 11-11-2016                                                             | Erevan                                                                 | Armenia                                                                | 3 – 2                                                                  | Montenegro                                                             | Qual. Mondiali 2018                                                    | -2                                                                     |                                                                        |
| 26-3-2017                                                              | Erevan                                                                 | Armenia                                                                | 2 – 0                                                                  | Kazakistan                                                             | Qual. Mondiali 2018                                                    | -                                                                      |                                                                        |
| 4-6-2017                                                               | Erevan                                                                 | Armenia                                                                | 5 – 0                                                                  | Saint Kitts e Nevis                                                    | Amichevole                                                             | -                                                                      |                                                                        |
| 10-6-2017                                                              | Podgorica                                                              | Montenegro                                                             | 4 – 1                                                                  | Armenia                                                                | Qual. Mondiali 2018                                                    | -4                                                                     |                                                                        |
| 8-10-2017                                                              | Astana                                                                 | Kazakistan                                                             | 1 – 1                                                                  | Armenia                                                                | Qual. Mondiali 2018                                                    | -1                                                                     |                                                                        |
| 9-11-2017                                                              | Erevan                                                                 | Armenia                                                                | 4 – 1                                                                  | Bielorussia                                                            | Amichevole                                                             | -1                                                                     |                                                                        |
| 13-11-2017                                                             | Erevan                                                                 | Armenia                                                                | 3 – 2                                                                  | Cipro                                                                  | Amichevole                                                             | -2                                                                     |                                                                        |
| 25-3-2023                                                              | Erevan                                                                 | Armenia                                                                | 1 – 2                                                                  | Turchia                                                                | Qual. Euro 2024                                                        | -2                                                                     |                                                                        |
| 22-3-2024                                                              | Erevan                                                                 | Armenia                                                                | 0 – 1                                                                  | Kosovo                                                                 | Amichevole                                                             | -                                                                      | 82’                                                                    |
| Totale                                                                 |                                                                        | Presenze                                                               | 16                                                                     |                                                                        | Reti                                                                   | -24                                                                    |                                                                        |

## Palmarès

### Club

#### Competizioni nazionali
- Campionato armeno: 3

Alaškert: 2016-2017, 2017-2018
Urartu: 2022-2023
- Supercoppa d'Armenia: 1

Alaškert: 2016
- Coppa d'Armenia: 2

Urartu: 2022-2023
Ararat-Armenia: 2023-2024